# Hermas (planta)
Hermas es un género monotípico de plantas perteneciente a la familia Apiaceae. Su única especie: Hermas depauperata K.Koch, es originaria de Sudáfrica.

## Descripción
Las hojas del tallo ovadas-oblongas, agudas, subcordadas en la base, dentadas, glabras por encima, blanco-tomentosas por debajo. Tallo de 2-3 metros o más de altura, con hojas en las partes más bajas. Hojas pecioladas o sésiles muy cortas, de 3-4 cm de largo, los márgenes con muchos dientes cortos. Umbelas con muchos rayos. Hojas del involucro oblongas, agudas.

## Taxonomía
Hermas depauperata fue descrita por Carlos Linneo  y publicado en Mant. Pl. Altera 299. 1771
Sinonimia
- Bupleurum villosum L.
- Hermas villosa (L.) Thunb.